# 叶选廉
叶选廉（1952年11月28日—  ），广东梅县人，中华人民共和国开国功勋叶剑英元帅三子，深圳国叶实业有限公司董事长，国基控股有限公司总裁。

## 早年
叶选廉1952年11月28日出生于北京良乡。1963年至1966年就读于北京十一学校甲一班小学，后就读于北京市八一学校。后入伍成为飞行员。

## 经营的企业
- 深圳国叶实业有限公司

1992年成立，注册地址是广东省深圳市罗湖区春风路桂都大厦1805室，法人是叶选廉,是一家国有企业。:最初业务主要是进出口电脑 配件、机械设备、工艺美术品等，后转型拓展金融投资、兴办实业等。 是上市公司世纪星源的股东。
- 深圳市国叶世成科技发展有限公司

2007年，曾经注册一家香港独资深圳市国叶世成科技发展有限公司，法人是叶选廉，针对高科技绿色能源产业。
- 国基控股有限公司

2008年7月18日，在山西注册，注册地址为太原市双塔寺街124号，注册号140000110106642。法人张存法。 投资涉及建筑、房地产、医疗卫生、化工、咨询服务等产业。

## 家庭

### 父母
- 叶剑英
- 李刚

### 兄弟姐妹
- 叶选平
- 叶选宁
- 叶文珊
- 叶楚梅

### 妻子
- 苏丹丹（英文名：Susan So，1953年5月6日－2012年10月21日），冠夫姓为叶苏丹丹，长居香港；2012年10月妇科癌症去世，终年59岁，葬于八宝山。
- 赵欣瑜2013年12月其在新浪微博上自称为葉選廉的現任配偶，2014年1月2日又通过新浪微博宣布与叶选廉结束2年婚姻并分得600万财产。[3]

### 子女
- 女儿叶明子（英文：Wendy Yip，1979年10月24日出生），苏丹丹所生。现为时装设计师。2009年9月9日，叶明子北京太庙成婚，引起关注[4]；丈夫Jonathan Mork，一位中年犹太人，美国银行家[5]
- 女儿叶中月（原名叶晴晴，英文：Robynn Yip，1986年8月30日出生），苏丹丹所生，香港创作歌手。Robynn & Kendy成員
- 儿子叶德忠（1994年4月1日出生），赵欣瑜所生，现在在国内读军校